# Ропуха жовтопляма
Ропуха жовтопляма (Pedostibes hosii) — вид земноводних з роду Деревна ропуха родини Ропухові.

## Опис
Загальна довжина досягає 5—11 см. Спостерігається статевий диморфізм: самиці більші за самців. Голова та тулуб великі, кремезні, масивні. На голові є чітко виражені кісткові гребені, що з'єднують очі з невеликими паротидами. Характерною рисою є довгі лапи з розвиненими пальцями. На задніх лапах помітні добре розвинені перетинки, на передніх лапах перетинки утворюються лише в основах пальців. Усі пальці забезпечені невеликими присосками. Шкіра майже гладенька, лише в окремих місцях на спині присутні невеликі горбки. Самиці зеленувато-бурі з жовтими плямами на боках і лапах (звідси походить назва цієї ропухи), самці однотонно коричневі. Райдужина очей у представників обох статей золотаво-коричнева.

## Спосіб життя
Полюбляє тропічні ліси, місцини уздовж великих річок. Зустрічається на висоті до 700 м над рівнем моря. Майже усе життя проводить на деревах. Активна вночі. Живиться комахами та членистоногими.
Це яйцекладна амфібія. Парування й розмноження відбувається у річках.

## Розповсюдження
Мешкає на Малаккському півострові, на островах Суматра й Калімантан (Індонезія).